# تود فيشر (لاعب كرة قاعدة)
تود فيشر (بالإنجليزية: Todd Fischer)‏ هو لاعب كرة قاعدة أمريكي، ولد في 15 سبتمبر 1960 في كولومبوس في الولايات المتحدة.

## وصلات خارجية
- تود فيشر على موقعبيزبول رفرنس.كوم (الدوري الرئيسي) (الإنجليزية)
- تود فيشر على موقعبيزبول رفرنس.كوم (الدوري الثانوي) (الإنجليزية)
- تود فيشر على موقع إي إس بي إن.كوم (أم.أل.بي) (الإنجليزية)
- تود فيشر على موقع مشجعي الرسوم البيانية (الإنجليزية)